# Здивуй мене (фільм)
«Здивуй мене» — кінофільм режисера Андрія Щербиніна, який вийшов на екрани в 2012 році.

## Зміст
Следователь МУРа Роман Зубов расследует дело о шантажисте, который вымогает у богачей кругленькие суммы. Оказывается, что потом преступник раздает средства тем, кто в них действительно нуждается. Неуловимый Робин Гуд всегда опережает Зубова, а тот не подозревает, что на самом деле все это дело рук его любимой девушки.

## Ролі
| Актор                     | Роль |
| ------------------------- | ---- |
| Світлана Ходченкова       | -    |
| Петро Красилів            | -    |
| Борис Галкін              | -    |
| Альбина Скобелева         | -    |
| Маргарита Иванова-Донская | -    |
| Вадим Цаллаті             | -    |
| Роман Гапанюк             | -    |
| Юрий Скулябин             | -    |
| Михаил Мухин              | -    |

## Знімальна група
- Режисер — Андрій Щербинін
- Сценарист — Илья Шиловский
- Продюсер — Дмитрий Фикс, Сергій Фікс, Олександр Кушаєв
- Композитор — Ілля Духовний